# Felsőmocsolád
Felsőmocsolád es un pueblo ubicado en el distrito de Kaposvár, en el condado de Somogy, Hungría.

## Superficie
Posee una superficie de 16,51 kilómetros cuadrados.

## Demografía
Hasta 2019 la población era de 325 habitantes, con una densidad de población de 19,69 habitantes por kilómetro cuadrado.